# Naoya Fukumori
Naoya Fukumori (født 29. august 1992) er en japansk fodboldspiller, som spiller for den japanske fodboldklub Oita Trinita.